# Senta lunulata
Senta lunulata är en fjärilsart som beskrevs av M.Gaede 1916. Senta lunulata ingår i släktet Senta och familjen nattflyn. Inga underarter finns listade i Catalogue of Life.